# Portoroški sklepi
Portoroški sklepi so skupno poimenovanje za sporazum o razvoju telesne oziroma športne dejavnosti v Sloveniji, ki ga je Telesnokulturna skupnost Slovenije sprejela 17. aprila 1976 v Portorožu. Ta je sprožil številne polemike. Z uveljavitvijo sklepov je Jugoslavija poskušala dvigniti razvoj in razširiti dostopnost športa.